# Caliptra (botanica)

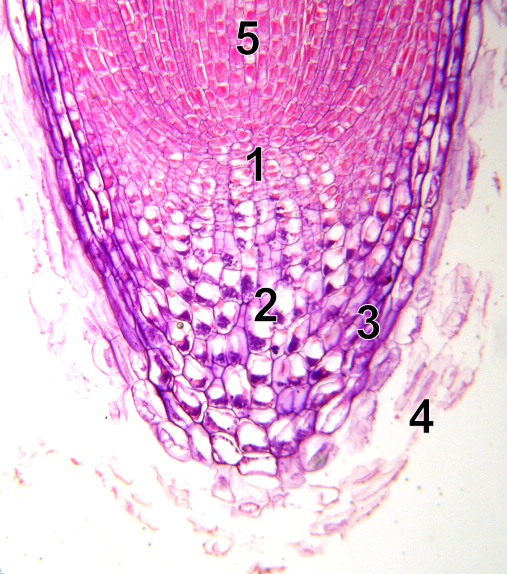
Apice della radice: 1.meristema 2.columella (statociti con statoliti in basso a ciascuna cellula) 3.parte laterale della cuffia 4.cellule morte 5.zona di allungamento

 La caliptra o la cuffia è una parte della radice delle piante che ne copre e protegge l'apice in crescita. La cuffia permette una lubrificazione dell'apice crescente facilitando la penetrazione della radice, mentre le cellule più esterne producono mucillagene che favoriscono l'ancoraggio della radice nella terra. Inoltre la cuffia contiene cellule sensibili alla gravità, gli statociti, che permettono alle radici di crescere a seconda il vettore di gravità, una proprietà che fa parte del geotropismo della pianta. La cuffia circonda il meristema, dove risiedono le cellule staminali e dove le cellule si dividono e differenziano. Le cellule vive e distaccate della caliptra possono interagire con il microbiota della rizosfera.

## Meccanismo
All'interno della cuffia, nella columella, si trovano delle cellule specializzate che sono gli statociti. Queste cellule contengono amiloplasti che sono formati da granuli di amido chiamati statoliti. Gli statoliti sedimentano seguendo il vettore di gravità e permettono alla radice di percepire la gravità e di crescere verso terra. Secondo l’ipotesi amido-statoliti, la sedimentazione di questi organelli specializzati innesca una risposta di trasduzione del segnale che si estende oltre il meristema, con la distribuzione di auxina nella zona di differenziazione e distensione delle cellule. L'auxina induce le cellule ad allungarsi o a rimanere piccole invece, per fare crescere la radice nel senso giusto. Se la radice non cresce verso terra, ma è leggermente orizzontale, le cellule si allungano in modo diverso da un lato e l'altro della radice per raddrizzarla.
Se la caliptra viene parzialmente o totalmente rimossa con cura, o quando vengono distrutte selettivamente mediante laser le cellule della columella, dove risiedono gli statociti, la radice si curva verticalmente ma con molto ritardo o rimane orizzontale senza curvarsi. La radice non è più in grado di trovare il vettore di gravità e non riesce a curvarsi verso terra.